# Ojířové z Protivce
Ojířové z Protivce byli český šlechtický rod, jehož přídomek je odvozen od jejich sídla v Protivci u Strunkovic. Rod vymřel po meči v roce 1621.

## Historie rodu
První zmínky o rodu jsou z roku 1454, kdy Ojíř z Protivce získal Jaroslavice a Hlubokou.[zdroj⁠?!] Jako majitel byl uváděn ještě v roce 1478.
V roce 1468 sídlil v Jaroslavicích Jan Ojíř z Protivce, který je prodal i s tvrzí Bohuslavu Malovcovi z Malovic, a v roce 1519 koupil Lhotku. Jeho bratr Mikuláš Ojíř z Protivce na Sosnové se vystěhoval z Čech a díky manželce Saloméně Petřvaldské z Petřvaldu držel v letech 1532 až 1539 Drždovice v Krnovském knížectví.
Jan Ojíř z Protivce měl syny Jindřicha a Jiřího. V roce 1541 získali Římov a Habří a rozdělili si je. Jindřich měl Římov a Jiří Habří.
Jindřich Ojíř z Protivce koupil v roce 1553 Vracov a v roce 1568 zdědil Stradov. V roce 1570 získal Hamr a roku 1554 prodal Lhotku. Se svou manželkou Annou Dubenskou z Chlumu měli dva syny. Prvorozený Ctibor Ojíř z Protivce sídlící v roce 1590 na Římově a Dubném zemřel bezdětný v roce 1597.
Mladší syn Jáchym, který měl v držení Hamr a po bratru Římov a Dubné, zemřel také v roce 1597. S manželkou Mandalénou z Dlouhé Vsi měl syna Ctibora, který se po dosažení dospělosti v roce 1602 ujal otcových statků (kromě Vracova, který byl v roce 1601 prodán). Ctibor Ojíř z Protivce zemřel roku 1621 bez mužských potomků a v roce 1622 byla za účast v stavovském povstání dědicům zkonfiskována část majetku.

## Erb
Dvě vzhůru postavené stříbrné střely v červeném poli.